# ألان ويلسون (مغني)
ألان ويلسون (بالإنجليزية: Alan Wilson)‏ هو عازف قيثارة ومغني ومغن مؤلف أمريكي، ولد في 4 يوليو 1943 في بوسطن في الولايات المتحدة، وتوفي في 3 سبتمبر 1970 في توبانغا ‏ في الولايات المتحدة بسبب جرعة زائدة.

## وصلات خارجية
- ألان ويلسون على موقع IMDb (الإنجليزية)
- ألان ويلسون على موقع ميوزك برينز (الإنجليزية)
- ألان ويلسون على موقع ديسكوغز (الإنجليزية)
- ألان ويلسون على موقع قاعدة بيانات الفيلم (الإنجليزية)